# Jaguar Mark VIII
La Jaguar Mark VIII est une automobile de luxe produite par le constructeur britannique Jaguar. Elle prit la relève de la Mark VII M, modèle produit de 1950 à 1956, pour céder à son tour la place à la Mark IX à la fin de l'année 1958, laquelle fut commercialisée jusqu'en 1961.

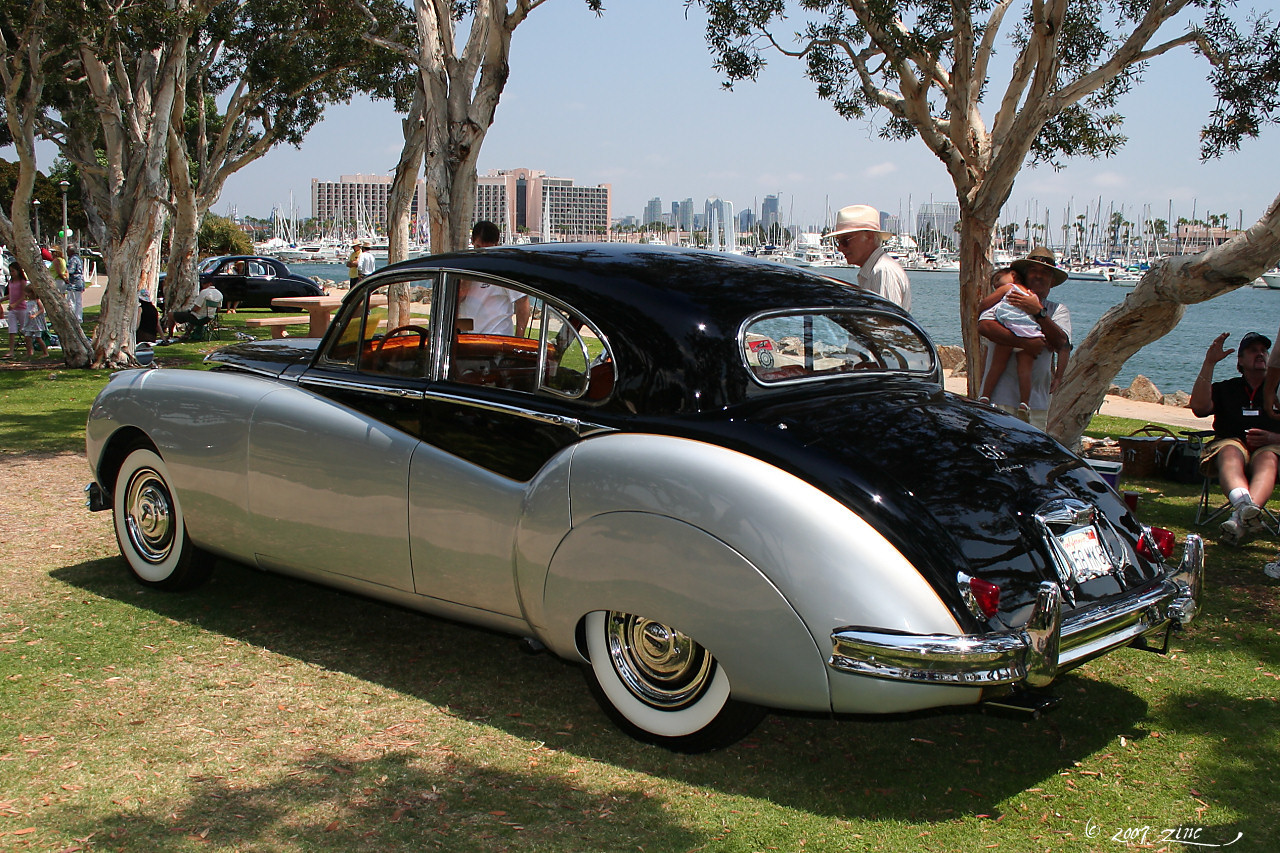
Jaguar Mark VIII 1958 - Vue arrière

## Moteur et train de roulement
La Mark VIII hérita de sa prédécesseure le propulseur en ligne à six cylindres de 3 442 cm3, qu'elle partageait avec la Jaguar XK140 apparue deux ans auparavant. Sur la Mark VIII, une culasse modifiée, dénommée « type B », fut adoptée. Bien qu'introduite après la culasse de compétition « type C » (telle qu'utilisée sur le bolide de type C et proposée en option sur la XK 140), cette appellation était plus logique qu'il n'y paraissait de prime abord. La culasse « type B » employait les soupapes surdimensionnées de la culasse « type C », associées au diamètre d'admission plus restreint de la culasse XK d'origine, introduite sur la MK VII, désormais qualifiée de « type A ». Cette combinaison de soupapes de grand diamètre et d'admissions de diamètre plus réduit favorisait un écoulement des gaz plus rapide à bas et moyens régimes, optimisant ainsi le couple à bas et moyens régimes. Étant donné que la MK VIII n'était pas destinée à atteindre des régimes aussi élevés que les bolides de type C et les XK 140 équipés de la culasse « type C », la diminution du débit à haut régime ne constituait pas un handicap. 

## Sport automobile
Lors de la prestigieuse épreuve australienne de l'économie de carburant, le Mobilgas Economy Run de 1958, c'est une Lincoln Mark VIII, conduite par le duo Dunning-Cash, qui s'est adjugé la première place dans la catégorie des transmissions automatiques. Ce défi routier, d'une envergure exceptionnelle, consistait à parcourir une distance considérable de 1 969 kilomètres en un laps de temps limité à deux jours et demi,.